# Cycle du Ā
Le Cycle du Ā, prononcé et parfois écrit cycle du non-A, est constitué de trois romans de science-fiction écrits par A. E. van Vogt (Canada) :
- Le Monde des Ā
- Les Joueurs du Ā
- La Fin du Ā

## Essai
- Si vous ne connaissez pas le sujet, laissez ce bandeau (vous pouvez alors contacter les auteurs).
- Si vous supprimez le contenu mis en cause (vous pouvez préalablement contacter les auteurs),

argumentez précisément cette suppression dans la page de discussion
(un manque de référence n'est pas un argument ; une recherche réelle de référence doit avoir été effectuée, être formellement documentée).
Le philosophe grec Aristote a établi un système du monde dualiste (cf. principe du tiers exclu). Par exemple, une personne est bonne ou mauvaise, le ciel est bleu ou non, la température est chaude ou froide, etc. Ce système est dit aristotélicien. Alfred Korzybski s'est attaqué de façon systématique à cette représentation par le biais de la sémantique générale, qui est parfois qualifié de Ā (que l'on lit « non A »).
L'auteur propose une version romancée de ce que pourrait être une civilisation Ā, ainsi que de ses plus brillants représentants. 
Van Vogt, fasciné à l'époque par la sémantique générale, fait de son héros un adepte de cette discipline, et entend soulever par là les multiples questions qui se posent au sujet de l'identité (ainsi qu'insister sur le côté « supérieur » des personnes pratiquant celle-ci). L'auteur n'y apporte d'ailleurs que des réponses très partielles. Le Monde des Ā pourra cependant intéresser le lecteur en tant qu'introduction grossière à la sémantique générale, et propose une vision intéressante (quoique rapidement esquissée) de l'une des façons dont pourrait s'organiser une société totalement anarchiste, aboutissement de la démocratie.
Le volume initial du cycle est un best-seller dont la notoriété s'étend bien au-delà du public de la science-fiction. C'est un des romans majeurs dans l'œuvre de van Vogt.

## Remarques
- Van Vogt voulait conclure ce cycle avec Les Joueurs du Ā, mais Jacques Sadoul, directeur de la collection Science-Fiction pour l'éditeur J'ai lu, le convainquit peu avant sa mort d'écrire un troisième et dernier roman pour ce cycle, baptisé La Fin du Ā. Comparativement aux deux premiers romans du cycle, certains amateurs le jugent de qualité « médiocre ».
- Dans les premières versions, le Ā (A macron) était typographié Ã (A tilde).
- Les deux premiers livres en version française ont été traduits par Boris Vian.